# Wiersz, w którym autor grzecznie, ale stanowczo uprasza liczne zastępy bliźnich, aby go w dupę pocałowali

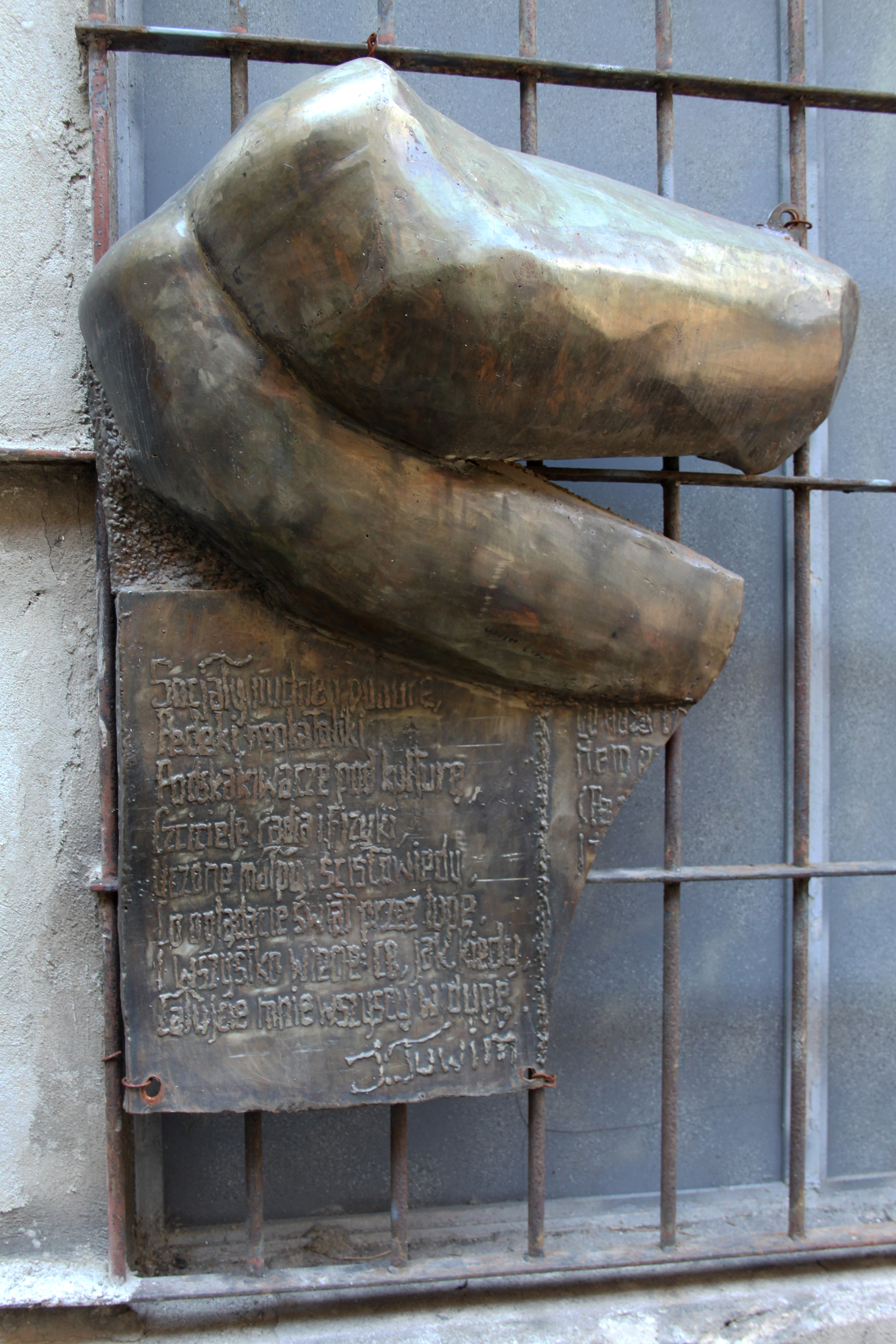
Dupa Tuwima

Wiersz, w którym autor grzecznie, ale stanowczo uprasza liczne zastępy bliźnich, aby go w dupę pocałowali – satyryczny wiersz Juliana Tuwima, wydany w 1937 roku.

## O utworze
Wiersz ten znany jest również pod tytułami Absztyfikanci Grubej Berty (od pierwszych słów wiersza) i Całujcie mnie wszyscy w dupę (od wersu kończącego każdą zwrotkę). Jest przede wszystkim satyrycznym opisem przedwojennego społeczeństwa polskiego, zawiera inwektywy wymierzone w poszczególne grupy społeczne, jak również konkretne osoby (np. Stanisława Cywińskiego). Cechą szczególną utworu jest wzmocnienie przekazu poprzez użycie potocznego i wulgarnego słownictwa.
Utwór został wydany prywatnie w 1937 w Poznaniu przez Andrzeja Piwowarczyka (ówczesnego praktykanta w małej drukarni) w dwóch wydaniach, o nakładach odpowiednio 30 i 5 egzemplarzy.

## Wykorzystanie wiersza w piosenkach
Utwór ze względu na swój charakter oraz pewną ponadczasowość jest wykorzystywany nadal przez różnych artystów, czasami jednak ze skrótami.
Piosenki z tekstem opartym na tym wierszu wykonują między innymi:
- Bez Jacka – nagranie na płycie Zatańcz ze mną na polanie (2000)
- KBTW? – nagranie na płycie „MatołyBezSzkoły” (2008)
- Fokus – nagranie na płycie Poeci (2009)
- melorecytowana piosenka ze spektaklu „Tuwim dla dorosłych”, wystawianego przez Nova Scena Teatru Roma w Warszawie (premiera 15 stycznia 2011)[4]

## Rzeźba „Dupa Tuwima”
Na początku 2013 w kinie Charlie w Łodzi, w związku z obchodami Roku Juliana Tuwima, odsłonięta została nawiązująca do wiersza rzeźba „Dupa Tuwima” autorstwa grupy artystycznej B.I.E.D.A. Następnie twórcy przenieśli ją na podwórko kamienicy Jakuba Hofmana (ul. Piotrkowska 101), a w 2017 trafiła na kratę okienną galerii i kawiarni Surindustrialle mieszczącą się w podwórku kamienicy Juliusza Szulca (ul. Piotrkowska 118), co było spowodowane przeprowadzaniem remontu w poprzedniej lokalizacji. Rzeźba miała powrócić po kilku tygodniach na stare miejsce, ale została na podwórku ul. Piotrkowskiej 118, następnie przeniesiono ją na podwórko przy ul. Legionów 2 w Łodzi.